# Inga Hodell
Ingrid Sundh, känd som Inga Hodell, ogift Löfgren Hodell, född 26 december 1905 i Norrtälje församling i Stockholms län, död 11 augusti 1969 i Täby församling i Stockholms län, var en svensk skådespelerska.
Inga Hodell växte upp i Norrtälje; hennes föräldrar var häradshövdingen Ernst Löfgren och Fransiska Hodell och hennes morfar var Frans Hodell.
Hodell revydebuterade 1932 hos moderns kusin Björn Hodell på Södra Teatern i Stockholm. Hon filmdebuterade 1933 i Schamyl Baumans Lördagskvällar och hon kom att medverka i 14 filmer. Hon var sedan 1942 gift med Gösta Sundh (1910–1988). Makarna Sundh drev från 1941 Casinoteatern tillsammans med Stig Bergendorff och Gösta Bernhard innan Bergendorff och Bernhard ensamma tog över ledningen för teatern.

## Filmografi
- 1933 – Lördagskvällar
- 1934 – Sången till henne
- 1934 – Marodörer
- 1934 – Flickorna från Gamla stan
- 1934 – Fasters millioner
- 1937 – Skicka hem nr. 7
- 1937 – Sara lär sig folkvett
- 1939 – Efterlyst
- 1940 – Karl för sin hatt
- 1943 – En fånge har rymt
- 1950 – Stjärnsmäll i Frukostklubben
- 1951 – Puck heter jag
- 1954 – En karl i köket
- 1959 – Guldgrävarna

## Teater

### Roller (ej komplett)
| År   | Roll         | Produktion                                                            | Regi           | Teater                        |
| ---- | ------------ | --------------------------------------------------------------------- | -------------- | ----------------------------- |
| 1932 |              | Nicklasson & Co. Ernst Berge                                          | Ludde Gentzel  | Vanadislundens friluftsteater |
| 1932 |              | Vi som går köksvägen Gösta Stevens                                    | Nils Lundell   | Södra Teatern                 |
| 1933 |              | Frans Fransson och son Ernst Berge                                    | Thor Modéen    | Vanadislundens friluftsteater |
| 1933 |              | Den tappre soldaten Schwejk (Der brave Soldat Schwejk) Jaroslav Hašek | Oscar Winge    | Södra Teatern                 |
| 1933 |              | Lyckliga Jönsson Toralf Sandø                                         | Björn Hodell   | Södra Teatern                 |
| 1934 | Dora Ordeyne | En ungkarls moral (The Morals of Marcus Ordeyne) William Locke        | Hugo Bolander  | Lilla Teatern                 |
| 1941 | Medverkande  | Hör oss, Klara, revy Stig Bergendorff och Gösta Bernhard              | Inga Hodell    | Casinoteatern                 |
| 1942 | Medverkande  | Handen på hjärtat, revy Stig Bergendorff och Gösta Bernhard           | Inga Hodell    | Casinoteatern                 |
| 1942 | Medverkande  | Så blev det vår igen, revy Stig Bergendorff och Gösta Bernhard        | Inga Hodell    | Casinoteatern                 |
| 1942 | Medverkande  | Välj Klara!, revy Stig Bergendorff och Gösta Bernhard                 | Inga Hodell    | Casinoteatern                 |
| 1943 | Medverkande  | Sista skriket, revy Stig Bergendorff och Gösta Bernhard               | Inga Hodell    | Casinoteatern                 |
| 1945 | Medverkande  | Galopperande hickan, revy Stig Bergendorff och Gösta Bernhard         | Gösta Terserus | Casinoteatern                 |
| 1946 | Medverkande  | Den ridderliga flugan, revy Stig Bergendorff och Gösta Bernhard       | Gösta Terserus | Casinoteatern                 |
| 1947 | Medverkande  | Alltid pippi, revy Stig Bergendorff och Gösta Bernhard                | Gösta Terserus | Casinoteatern                 |
| 1948 | Medverkande  | Oh, eller Olympiska hetsen, revy Stig Bergendorff och Gösta Bernhard  | Gösta Terserus | Casinoteatern                 |
| 1950 | Medverkande  | 25-öresrevyn, eller Hjälp, revy Stig Bergendorff och Gösta Bernhard   | Gösta Terserus | Casinoteatern                 |